# ヤングマスター 師弟出馬
『ヤング・マスター/師弟出馬』（ヤング・マスター していしゅつば、原題：師弟出馬／英題：The Young Master）は、1980年に製作された、ジャッキー・チェン監督・主演の香港映画。

## 概要
折り合いが悪かったロー・ウェイプロダクションから強行移籍したジャッキー・チェンの、ゴールデン・ハーベスト社における第1回監督・主演作品。移籍そのものや、本作の製作・公開をめぐりロー・ウェイ側と一時トラブルとなったが、のちに和解した（後述）。
香港カンフー映画の定番であった「かたき討ち」とは異なるストーリーに、さまざまなアイテムを効果的に使ったアクションを取り入れた明るい作品であり、香港において興行収入1128万2026香港ドルという当時の史上最高額を記録した。香港公開時に既にアメリカにいたジャッキーはゴールデンハーベスト社宛ての電報で「香港の観客の皆さん、愛と励ましをありがとう。これからも良い映画を作るために一生懸命頑張ります。ジャッキー・チェン」と謝辞を送ったという。
かたき役には1970年代に香港カンフー映画で多く活躍したのち、引退状態だったハプキドー（韓国合気道）の達人ウォン・インシクが迎えられた。ジャッキーとウォンの対決は20分近くあり、ジャッキー作品では屈指の長尺である。助演には当時若手売り出し中だったウェイ・ペイとユン・ピョウを迎え、さらにはティエン・ファンやシー・キエンら香港映画界の重鎮を起用するなど、共演陣は華やかである。
日本劇場公開版、国際公開版には、ジャッキー・チェンの歌手としてのデビュー曲『さすらいのカンフー』がテーマソングとして挿入されヒットとなった。

## あらすじ
孤児のドラゴンとタイガーは名門の武術道場「金龍道場」に拾われて育った若者。正月、町の道場間で競われる舞獅（獅子舞）合戦の当日、タイガーが足をくじき、急遽ドラゴンが出場する。ところが、相手方の「黒龍道場」の舞獅の口の中をよく見ると、中にいたのは負傷したはずのタイガーだった。舞獅合戦は黒龍道場が勝ちを収め、それ以降金龍道場は町の笑い者になる。ドラゴンは兄弟子たちに白い目で見られるが、兄弟同然に育ったタイガーのことを告げ口することができず、苦悩する。
ある夜、タイガーが道場の自分の寝室に娼婦を連れ込んだことが明るみに出たことをきっかけに、彼が黒龍道場に大金を積まれて寝返っていたことが師範の知るところとなり、タイガーは破門される。愛弟子のタイガーを失った師範は弟子に八つ当たりを始め、その度が強まる。ドラゴンの不満が爆発し、自分も出て行くことを宣言する。師範はわれに返り、タイガーを連れ戻すよう頼み、それまでタイガーしか持つことを許されなかった免許皆伝の証、大扇子を持たせる。
一方タイガーは、強盗団の一味に加わり、囚人として護送される途中だった彼らの頭目・キムを救出する計画に加わる。そのときタイガーが使った大扇子が警官たちの記憶に強く残り、同じように大扇子を持っていたドラゴンが、間違われて警察署長とその息子・ジャガーに捕縛されてしまう。そのころタイガーらキム一味は町の銀行を襲う計画を立てていることがわかり、ドラゴンの疑いは晴れる。ドラゴンは銀行へ急行し、キムの手下を倒し、タイガーを逃がす。ドラゴンがタイガーを逃がしたことを知った署長は犯人隠匿の罪でドラゴンを逮捕しようとするが、「キムを捕まえたら、タイガーを無罪にしてくれ」とのドラゴンの訴えを聞き入れ、釈放する。
キムを探し当てたドラゴンは、死闘のすえ勝利。満身創痍の体で、タイガーとともに道場に戻った。

### 登場人物
登場人物や道場の名は、ビデオソフトのリリース時期や翻訳フォーマットの違いで若干異なる。
金竜道場（正風道場）
- ドラゴン（ロン） - 孤児であったのを金竜道場の師範に拾われ、そこで育った青年。タイガーとは兄弟同然に育った親友。武術の腕も立つが、師範はタイガーを溺愛し、常に2番手扱いであった。そのためタイガーには遠慮気味にしか接することができず、たびたびつけ込まれた。
- タイガー（キョン） - ドラゴン同様、金竜道場で育った孤児。黒龍道場に買収されたことで、破門される。その後、黒龍道場に入門しようとするが孤児であることを理由に断られ、強盗団の一味に加わる。それでも、人殺しだけはしまいと誓っていた。
- カン師範（ティエン師範） - 金竜道場の主で、ドラゴンとタイガーの育ての親。大扇子を用いた武術の継承者。タイガーに跡を継がせるつもりだったが、愚行をとがめ、破門するも、内心ではタイガーを心配しており、連れ戻しをドラゴンに託す。

黒龍道場（和威道場）
- ブル - 太った髭面の男。黒龍道場きっての荒くれ者。タイガーが舞獅を脱ぐ際、弟子たちで舞獅を取り囲んで隠し、舞獅のかつぎ手になりすました。
- アーサク - 道場の経営者。キム一味と通じ、分け前を受け取る一方、保身のため銀行襲撃を署長に知らせた。キムに感づかれ、襲われたところをドラゴンに救われる。ダウンさせられたドラゴンに水を求められ、しかたなく水タバコの瓶の水を飲ませる。

警察
- ウォン署長（クァン署長） - 警察の署長。腕の立つ武術家でもあり、剣で何でもまっぷたつにすることができる。皇帝から賜ったキセルを大事にしており、それを壊されたくないためにドラゴンの言うことに従う。タイガーと間違えてドラゴンを捕まえるが、誤解を解いたあとはドラゴンにキムの打倒を命じる。
- ジャガー - 署長の長男。板凳（木製の縁台。いわゆる「カンフーベンチ」）を使った戦術と、相手に先回りする素早い動きが得意。
- シューラン - 署長の長女。ジャガーの姉。長い上着の裾を振って相手を翻弄し、その隙に蹴りを繰り出す戦術が得意。のちにドラゴンがキムの手下と対峙した際、彼女をまね、大きな布をスカートのように巻き、同様の戦法をとった。

強盗一味
- キム - 罪人として護送されていたが、手下から救い出され、ふたたび悪事を重ねる。打点の高い蹴り技の達人。左足しか使わないという弱点を見破られ、ドラゴンに敗れる。
- 手下その1 - 鼻の横に大きなイボがある。キム同様、打点の高い蹴り技を駆使する。物乞いに化けたドラゴンに敗れ、警察に引き渡される。
- 手下その2 - モヒカン刈りと辮髪を組み合わせた奇妙な髪型の大男。1メートルほどの太いロープを操り、相手の腕を封じたり、首を絞めたりする。物乞いに化けたドラゴンに敗れ、警察に引き渡される。

## キャスト・日本語吹替
| 役名                       | 俳優                              | 日本語吹替   | 日本語吹替 |
| 役名                       | 俳優                              | フジテレビ版 | ソフト版   |
| -------------------------- | --------------------------------- | ------------ | ---------- |
| ドラゴン                   | ジャッキー・チェン                | 石丸博也     | 石丸博也   |
| ジャガー                   | ユン・ピョウ                      | 目黒光祐     | 古谷徹     |
| タイガー                   | ウェイ・ペイ                      | 鈴置洋孝     | 堀内賢雄   |
| キム                       | ウォン・インシク                  | 北村弘一     | 大塚芳忠   |
| シューラン                 | リリー・リー                      | 川浪葉子     | 中原麻衣   |
| クァン署長                 | シー・キエン                      | 上田敏也     | 小林清志   |
| キムの手下                 | フォン・ハックオン                | 仲木隆司     |            |
| キムの手下                 | リー・ホイサン                    | 笹岡繁蔵     |            |
| カン師範                   | ティエン・ファン                  | 大塚周夫     | 野島昭生   |
| アーサク                   | フォン・ファン                    | 雨森雅司     | 樋浦勉     |
| ブル                       | ファン・ムイサン                  | 渡部猛       | 天田益男   |
| 黒龍道場（和威道場）の師範 | ポール・ウォン （クレジットなし） | 塩屋翼       |            |
| 金竜道場（正風道場）の弟子 | タイ・ポー （クレジットなし）     | 小林通孝     |            |

- フジテレビ版：初回放送 1983年1月15日『ゴールデン洋画劇場』※ブルーレイ収録
- ソフト版：2014年新録

## スタッフ
- 監督・原案・武術指導：ジャッキー・チェン
- 脚本：ラウ・ティンチー、トン・ロー、エドワード・タン
- 武術指導：ブラッキー・フォン
- 製作：レイモンド・チョウ
- 日本版主題歌：ジャッキー・チェン『さすらいのカンフー』
作詞：湯川れい子／作曲：宇崎竜童／編曲：井上鑑

## 音楽
香港版劇中内で他作品から流用されている音楽一覧。※順不同
| 曲名                             | アーティスト          | オリジナルサウンドトラック | 制作年 |
| -------------------------------- | --------------------- | -------------------------- | ------ |
| Show Me Your Face/掀起妳的蓋頭來 | Lee Tai-hsiang/李泰祥 | 鄉土．民謠 第一輯          | 1977   |

## 製作

### 移籍をめぐるトラブル
自身のプロダクションによる初監督作品『クレージーモンキー 笑拳』の成功後、ジャッキーはロー・ウェイと新たに契約を結び、ローとともに、本作撮影前に製作に着手していた作品のプロジェクトを再開させる。この頃、ロー・ウェイは、他の映画会社から貸し出し依頼されることが絶えなかった。 ある日、ロー・ウェイがジャッキー・チェンを連れて記者会見に行くと、ロー・ウェイは記者団に「誰かがジャッキー・チェンを引き抜こうとしたが、彼は忠誠心が強く、200万ドルの小切手を渡して相手に返したので、私の会社から離れないと確信している」と言った。ウィリー・チェンは先のローとの契約に、「他で好条件があった場合は、契約を破棄できる」という条件が含まれていると思っていたため、ジャッキーの移籍先を探すため奔走していた。ゴールデン・ハーベストから移籍金として100万香港ドルが提示されるが、「ジャッキーの市場価格はまだまだ上がる」と踏んでいたウィリーは、それに飛びつかずじっと次のラウンドを待っていた。
ゴールデン・ハーベストの提示額が270万香港ドルまで上がっていた頃、その話を聞いたローは激怒。ジャッキーとウィリーに、先の契約書を突き付ける。そこに書かれていたのは、「ジャッキーが他社へ移籍するためには違約金1,000万香港ドルの支払いが必要」という内容だった。契約時の話では10万香港ドルのはずだったが、ジャッキーが空白の契約書にサインしてしまったために、金額を改竄させられてしまったのだ。ウィリーはロー・プロを解雇され、ジャッキーは自らの軽率な行動を悔やんだ。 
落ち込む2人のもとに救世主が現れた。ジャッキーに恩のある契約係の支配人が「もし裁判になった場合、ローの契約書改竄を証言する」と告げたのだった。ふたたび希望の光を見出した2人は、ジャッキーの「競売」を再開する。1週間後、ゴールデン・ハーベストは420万香港ドル、ショウ・ブラザーズは500万香港ドルをそれぞれ提示した。ウィリーは、経営者の人格、そして今後の世界戦略を考えて、ゴールデン・ハーベストへの移籍をジャッキーに勧め、移籍の話がまとまった。
そしてジャッキーはロー・プロとの撮影を中断し、ゴールデン・ハーベストでの第1作目である本作の製作に取り掛かった。しかし、撮影が進むにつれ撮影現場で不審な出来事が起こり始めていた。放火や、ゴールデン・ハーベストの重役の車に血だらけの犬の頭が置かれる、といったいやがらせが続いた。そんなある日、ジャッキーのもとにギャングたちがやってきて、ジャッキーはローのもとに連れて行かれ、あらためて契約を迫られる。ローは「出演料はジャッキーの言い値で構わない」と言った。ジャッキーはその返答を保留する。
その頃本作の撮影は3分の2ほど進んでいたが、他の障害が出てくる前に完成させたかったジャッキーは、自身と撮影チームをボロボロになるまで酷使していた。そんなジャッキーを見て心配するウィリーにジャッキーは、ローとギャングのことについて打ち明けた。ウィリーが問題解決のため、レイモンド・チョウに相談している頃、再びジャッキーのもとにたびたびギャングが現れるようになっていた。そこでジャッキーはローの作品に出演することを約束してしまう。本作の完成後、ジャッキーとウィリーは台湾に少し滞在し、そこから南米へ渡った。その頃香港では本作が公開され大ヒットしていた。一方でジャッキーは『バトルクリーク・ブロー』の撮影のために単身アメリカへ向かうことになった。移籍トラブルおよび渡米という一連のジャッキーの動きはスキャンダルとして報じられ、「ジャッキー・ジャック（＝ジャッキーの盗難）事件」と呼ばれるに至る。事態は問題解決に動き出す。ローとの間の1,000万香港ドルの契約についてはレイモンド・チョウが引き受け、ギャングとの問題に関してはジミー・ウォングが仲裁に入ることになった。ジミー・ウォングへの返礼は、彼が制作する映画への協力だった。これには、先輩のサモ・ハン・キンポーも少なからず関わっている。裁判でロー・ウェイ側に『ドラゴンロード』までの収益の一部を支払う判決が下され、その旨がエンドクレジットで表記されている。

### 撮影・編集
- 撮影時のジャッキーの睡眠時間は約2時間だった。
- 舞獅を映画に登場させるのは当時30年ぶりで、ジャッキーはウェイ・ペイとともに3か月におよぶ特訓を受けた。
- 投げた扇を再び受け取るシーンは、120テイク以上を費やして撮影された。
- 囚人キムが護送中に仲間達によって救い出され、役人を次々と蹴り倒していくシーンでは、ジャッキーもスタントに加わっている。
- ラストバトルの約17分にも及ぶジャッキーとウォン・インシクによる死闘は、これまで寸止めが常識だった香港映画で初めて実際に相手に攻撃を当てており、この格闘シーンだけでも1ヶ月以上かけて撮影した。
- ジャッキーは作品の完成度に非常にこだわり、かなりのフィルムを撮影に費やした。ジャッキー自ら編集を行った初期完成版は3時間に迫ろうという長尺であり、使用されたフィルムは通常の9倍、製作費は通常の5倍だといわれている。映画館興行者やレイモンドチョウらの反対によりカットせねばならなかった。撮影終了後すぐにアメリカのサンアントニオへ渡り、編集作業を自ら行うのでフィルムを送れと電話で伝え、もし送らないのであれば『バトルクリーク・ブロー』の撮影を降りるとまでいったという[4]。

## メイキング映像

### The Dinah Shore Show
1979年11月2日放送。アメリカNBC放送の老舗バラエティ番組でジャッキーが初めてアメリカで紹介された。司会のダイナ・ショア本人が香港ゴールデンハーベストスタジオの「ヤングマスター」のセットを訪問する10分程度の映像。レイモンドチョウとジャッキー本人のインタビューに、撮影セット内でのアクションデモンストレーションとしてドン・メレディスや俳優のハーヴェイ・コーマンとの絡み、さらにヤング・マスターの初期映像が流れ、そこに本編未収録の廃墟の寺院での警官との格闘シーン別カット、ジャッキーとユンピョウの本編未収録の格闘シーンなどが含まれているという。どちらのラフカットも初期の効果音や叫び声・うなり声のテンプレが使われ、内容的にはDVD,Blu-rayの特典映像に収録されているNG Shotに近いものと思われる。

### 大銀幕
台湾のTV番組「大銀幕」で邵音音（シューヤムヤム）が「ヤングマスター」のセットを訪問、撮影中のジャッキーは物乞いの衣装、メイクのままインタビューに応じている。番組内容は不明。

### ジャッキー・チェンのすべて！モンキーカンフー天中拳！
1983年7月「カンニングモンキー天中拳」公開記念番組としてフジテレビにて放送。広川太一郎のナレーションで東映配給作品の映像を中心に構成するなか、「ヤングマスター」の撮影現場（廃墟の寺院での警官との格闘シーケンス）をフィルム撮影している映像が流れる。

## バージョン

### 中国語版
日野康一著「ヤング功夫マスター　ジャッキーチェン」によると完成した中国語版は約1時間50分。一度もソフトウエア化されていない。
この中国語版が広東語なのか北京語なのか不明。

### 日本公開版
- 日本の劇場で公開されたものは日本独自編集の99分版。英語吹き替え版では最も長いバージョンである。
- 日本上映版の字幕ではジャッキーが底なし沼に落ちた時に歌ったのは『七つの子』（カラス、何故鳴くの）であるが、テレビ吹き替えでは『ロンドン橋落ちた』に変更されている。
- 当初リリースされていた日本国内版のビデオソフトは、すべて香港公開版に日本語字幕を付加したものであり、タイトルシーンや音楽が日本公開時のものとは大きく異なっていた。
- 2014年11月に発売されたエクストリーム・エディションでは香港公開版の映像特典として、台湾版収録のほか、日本公開版フィルムを全編テレシネして収録しており、日本で公開されてから33年を経て完全な日本公開版のビデオソフト化となった。
- 日本版LP「ヤング・マスター（Victor – VIP-28016）」に収録されている英語ふき替え音声のセリフと映画本編収録の英語吹き替えの一部が別テイクに差し替えられている。

### 国際版
日本劇場公開された英語吹き替えよりも9分短い90分バージョン。中華圏以外の諸外国ではこのバージョンで広まった。

### 香港バージョン英語吹替版
イスラム圏でリリースされたVHSに収録。アラビア字幕とフランス語の多重字幕。約75分に短縮。香港版を基に制作された初期の英語吹替版。国際版で短く編集されていた扇子ファイトやキム奪還シーンが香港版と同じ尺で収録され音楽も香港版と同じもの。そのため日本でも劇場公開された国際版の英語吹替と一部異なる。（日本版サントラLPに収録されている初期英語ふき替え音声で収録）英語タイトルクレジットは白字で香港版同様道場の獅子舞練習風景で表示される。エンドクレジットも白字で国際版の水色のものとは異なる。

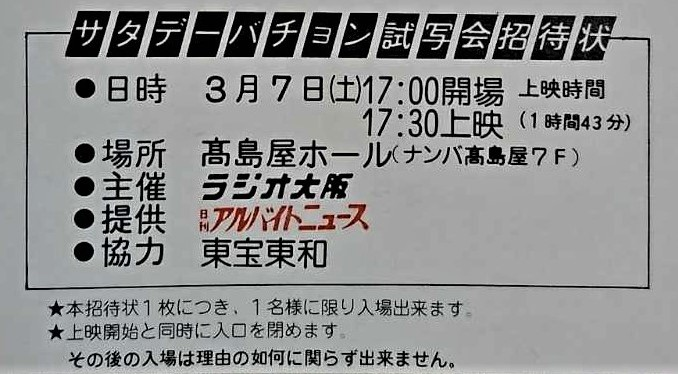
ヤングマスター試写会招待状より

### 台湾版（Vidi Video盤）
台湾Vidi Videoから発売されたビデオソフトに編集の異なる北京語音声で収録時間は104分。2014年11月に発売されたエクストリーム・エディションの映像特典としてVHS素材のまま収録。
ウェイペイとジャッキーの逃亡後の食事シーンのやりとりや署長宅での似顔絵(サモハン、ユアン・シャオ・ティエン）やりとりなど台湾版にしかないシーンが収録されている。

### 北京語音声3時間版
1980年代前期に名古屋方面中心に活動していた私設ファンクラブ「成龍愛重会」の会報誌（号数不明）に、台湾で3時間版の師弟出馬についての記事が投稿されている。冒頭は「台湾公開の際には～」とはじまり内容を解説している。3時間版についてはゴールデンハーベスト社の上映室で1度だけ関係者向けに上映されたとも言われているため、記事の内容が本人が実際に見たものなのか、当時の雑誌等の記事の内容を参考に記載したのか定かではない。また当時いくつもあった私設ファンクラブは東宝東和の飯田格から様々な資料や写真を提供してもらっていたため飯田格からの情報の可能性もある。
　ジャッキー本人による初期編集版は興行上の理由や制作会社の意向から、より短く編集作業をしたことから上映に至ることはなかったと思われていたが、本記事によりプレ上映か試写会か不明ではあるものの北京語音声で初期編集の3時間版が上映されていた可能性がある。会報誌の記事によると3時間版は日本公開版に比べより多くのアクションシーンがあり、「カンフーばかりやっていた」という印象となっている。ウェイペイの道場での修行シーンが長く収録されユンピョウのシーンももっと多く存在していたとの記載がある。ウェイペイが黒龍道場（和威道場）に加担することになった描写の説明もあり、ライバル側が仕向けた娼婦（道場の納屋につれてきた娼婦）がウェイペイをそそのかし罠にはめたためだという。
　ラストは翌年の獅子舞合戦のシーンが始まり、ジャッキーが太鼓、ウェイペイが獅子の頭を持ち、黒龍道場（和威道場）側に勝利して祝福されて終わる構成だったとのこと。会報誌にはこのシーンの写真が一緒に掲載されている。（香港版予告編に収録されているジャッキーの太鼓をたたくカットはこのシーンからのものと思われる）※包帯のシーンの収録については不明。
　香港の映画雑誌「銀河書報」1979年254号によると本作の出演者にレオン･カーヤン（梁家仁）の記載があるため、3時間版では出演シーンが収録されている可能性がある。
　香港映画評論家のベイ・ローガンによると、初期完成3時間版では冒頭の獅子舞合戦前にジャッキーが獅子舞の頭を扱い方を練習するシーン、より長い獅子舞合戦、孤児であるがために不遇な扱いを受け道場仲間からいじめをうけるシーン、廃墟での警官らとの格闘後、ユンピョウが訪れると警官らが縛られてるシーン、警察署前で警備員に対して署長とのえん罪交渉を指示するシーン、ラスト格闘シーケンスはより長いものであったという。
香港版ロビーカードには本編にない獅子舞合戦や試合後夜遅くまで罰を受けていたと思われるシーンを見ることができる。
　IMDBの投稿によると町の人々がさまざまな犯罪者の似顔絵に目を通し、「白扇子」を選び出そうとするシークエンスが含まれているらしい。これらの似顔絵にはサモ・ハンやマイケル・ホイなど、旧正月映画として公開する他のゴールデン・ハーベストの俳優たちの写真もあったらしい。

### 北京語海賊盤ビデオ
劇場盗み撮りの北京語版海賊盤ビデオには、以下のシーンが存在する2時間近いバージョンがある噂がある。
- オープニングに捨て子の兄弟（子役が演じてる）のカット
- 道場のチビッ子がお面をかぶって演舞するカット

　※英語版ロビーカードの獅子舞合戦の写真で太鼓をたたくジャッキーの左横に子役のお面姿が写っている
- 罰に机を持ち上げた後もさらに修行で土まみれのカット
- タイガーを探しに行く前に、道場の仲間が「俺も行くよ」と言ってくるカット
- 警察署長とタイガーの免罪について交渉中にサモハンやユアン・シャオ・ティエンの似顔絵を見るカット
- 銀行からタイガー奪還後に食事→手錠をかけるカット
- 所長宅に反物屋が被害届を出しにくるカット

## 試写会
1981年2月9日 （月）銀座ガスホール　上映開始時間不明
1981年2月17日（火）読売ホール　18時00分開場　18時30分上映　※試写状1時間40分表記
1981年3月7日（土）高島屋ホール　17時00分開場　17時30分上映　※試写状1時間43分表記
1981年3月10日(火）愛知県中小企業センターホール　18時00分開場　上映時間不明

## ロケ地
- 楊侯宮（香港）
- 昂平 (香港）
- 七聖古廟（香港）